# Bobrowniki (Lublin)
Pour les articles homonymes, voir Bobrowniki.
Bobrowniki (prononciation [bɔbrɔvˈniki]) est un village de la gmina de Ryki du powiat de Ryki dans la voïvodie de Lublin, situé dans l'est de la Pologne.
Il se situe à environ 10 kilomètres au sud de Ryki (siège de la gmina et du powiat) et 56 kilomètres au nord-ouest de Lublin (capitale de la voïvodie).
Le village compte approximativement une population de 610 habitants.

## Histoire
Le village a été officiellement une ville de 1485 à 1869.
De 1975 à 1998, le village est attaché administrativement à l'ancienne voïvodie de Lublin.

Depuis 1999, il fait partie de la nouvelle voïvodie de Lublin.